# Cier-de-Luchon
Cier-de-Luchon é uma comuna francesa na região administrativa da Occitânia, no departamento do Alto Garona. Estende-se por uma área de 10.59 km², com 243 habitantes, segundo o censo de 2018, com uma densidade de 23 hab/km².